# 9. SS-Panzer-Division "Hohenstaufen"
La 9. SS-Panzer-Division "Hohenstaufen" fu costituita nel dicembre 1942 e trasferita in Francia a Mailly-le-Camp per l'addestramento, che si concluse nella primavera del 1944. Prende il nome dalla dinastia Hohenstaufen.

## Storia
In seguito alla situazione che si era venuta a creare nella Russia meridionale, con la resa ormai prossima della 1. Panzerarmee, l'OKW decise di inviare il II. SS-Panzerkorps per tentare di liberare l'armata dall'accerchiamento in cui si era venuta a trovare: nonostante la palese inferiorità nei confronti dei sovietici, la "Hohenstaufen" e la "Frundsberg" riuscirono a stabilire un corridoio con la 6. Panzer-Division della 1. Panzerarmee presso Buczacz, riuscendo in tal modo a liberare quasi tutte le divisioni circondate.
Dopo questo primo successo operativo, la divisione fu trasferita più a nord per cercare questa volta di liberare dall'assedio le forze rimaste intrappolate a Tarnopol, tuttavia le condizioni climatiche avverse e la tenace resistenza russa non consentirono ai soldati delle SS di riuscire nella loro missione.
Nelle settimane e nei mesi seguenti la divisione fu posta presso la riserva del Gruppo d'armate Nord Ucraina, dove rimase fino al 12 giugno 1944 quando uomini e materiali furono trasferiti di gran carriera in Francia, in seguito all'invasione della Normandia. Solamente verso la fine del mese, il 26 giugno, la "Hohenstaufen", dopo essere stata tormentata dall'aviazione alleata nella marcia di avvicinando alle linee, riuscì a stabilire un contatto con le forze inglesi impegnate a Caen, e solamente dopo durissimi combattimenti che portarono perdite per 1.200 uomini tra morti, feriti e dispersi, la divisione fu trasferita, l'8 luglio, presso la riserva dell'esercito tedesco.
Tuttavia, il periodo di riposo fu breve, con gli uomini delle SS impegnati nella zona di Éterville, Maltot e della strategica collina 112. Ripresa e persa più volte nel giro di poche settimane, la "Hohenstaufen" entrò in azione il 12 luglio congiuntamente con l'artiglieria pesante della "Frundsberg"; il 16 luglio reparti avanzati iniziarono ad attaccare lungo la collina 113, ad ovest della collina 112, per aggirare le posizioni inglesi, tuttavia il 18 luglio l'inizio dell'offensiva Anglo-canadese a nord-est di Caen con lo sfondamento delle ormai esauste linee tedesche, costrinse la "Hohenstaufen" a sospendere l'offensiva. Il 25 luglio la divisione fu nuovamente richiamata in azione e inviata a sud di Caen dove le linee della 272. Divisione di fanteria stavano ormai cedendo.
Le settimane successive vennero totalmente utilizzate per riorganizzare le varie unità. Il 1º agosto del 1944 la divisione entrò a far parte del II. SS Panzerkorps, che operava nella zona di Bény-Bocage. Nei giorni seguenti duri combattimenti contro le avanzanti forze inglesi, non riuscirono ad arginare l'offensiva alleata, costringendo la divisione a ritirarsi dapprima nella zona di Putanges-Pont-Écrepin e poi di Vimoutiers; ed infine a Merri e Trun (a nord della Sacca di Falaise). La continua pressione alleata, portò alla disgregazione delle linee tedesche, con la divisione costretta a una precipitosa ritirata attraverso la Francia, agendo come retroguardia e venendo impegnata a Orbec, Bourg-Achard, Duclair, Laon, e Cambrai. La divisione fu infine trasferita ad Arnhem per un periodo di riposo, città che raggiunse il 9 settembre.
Dopo i duri combattimenti in Normandia la divisione poteva contare solamente su 6.000-7.000 uomini rispetto ai 15.898 del 30 giugno, e, come molte altre divisioni tedesche, anche gli uomini della "Hohenstaufen" stavano riposando, quando il 17 settembre 1944 gli Alleati dettero il via all'Operazione Market Garden. La divisione, congiuntamente con la "gemella" "Frundsberg", operò prevalentemente a ovest di Arnhem, contro i "Diavoli Rossi" della 1ª Divisione Aviotrasportata inglese, prevenendo il primario obiettivo alleato di assicurarsi una testa di ponte al di là del Reno. Dopo le prime fasi della battaglia, la "Hohenstaufen" fu inviata a Oosterbeek per cooperare con le truppe tedesche del kampfgruppe von Tettau, alle prese con le forze inglesi, ai quali si aggiungerà poi la 1ª Brigata paracadutisti polacchi indipendenti. Durante i combattimenti che si protrassero fino al 26 settembre, le truppe alleate vennero ristrette entro una sacca che infine venne evacuata da tutti gli uomini validi verso l'altra sponda del Reno, raggiunta dal XXX Corpo d'armata inglese, ma i Red Devils persero l'85% della forza di combattimento tra morti, feriti e prigionieri.
Trasferita in Germania, dapprima a Siegen e poi nell'area di Paderborn-Münster, furono aggregati nuovi complementi e nuovi armamenti. Il 12 dicembre la divisione fu trasferita a Bad Münstereifel come riserva per l'imminente Offensiva delle Ardenne, e poi a sud di Blankenheim e nella zona di Stadtkyll-Jünkerath-Blankenheim. Il 21 dicembre unità divisionali furono impegnate nella conquista di Sankt Vith; i primi obiettivi, i villaggi di Recht e Vielsalm furono facilmente conquistati, ma la crescente attività aerea americana, rallentò l'attacco tedesco, costringendo il comando divisionale a sospendere l'attacco e a ritirare la divisione nella zona di Bra e Vaux-Chavanne. Il 31 dicembre la divisione fu trasferita a sud nel tentativo di conquistare Bastogne insieme con la 12. Divisione di fanteria. Tuttavia già il 3 e il 4 gennaio la supremazia area alleata impediva ogni attività tedesca, infine il 7 gennaio Hitler ordinò la ritirata lungo la linea Dochamps-Longchamps e di tenere tali posizioni a tutti i costi. Tali posizioni erano ormai insostenibili, e tra il 17 e il 18 gennaio le forze tedesche furono costrette a ritornare sulle proprie basi di partenza; in questa ritirata, ancora una volta, la "Hohenstaufen" operò come retroguardia.
Alla fine di gennaio la divisione fu trasferita nella zona di Kaufenheim-Mayen per un periodo di riposo. Tuttavia il collasso del fronte orientale costrinse l'OKW a destinare un certo numero di unità a fronteggiare la soverchiante potenza sovietica, e la divisione venne pertanto trasferita in Ungheria per liberare le forze tedesche rimaste intrappolate a Budapest (Operazione Frühlingserwachen). Alla fine di febbraio le prime unità avevano raggiunto Falubattyan, in Ungheria, ma non fu possibile lanciare un attacco prima del 6 marzo. Le pessime condizioni del tempo e la tenace resistenza sovietica determinarono il fallimento dell'ultima operazione d'attacco tedesca degna di nota, per cui quanto rimaneva della "Hohenstaufen" iniziò a ritirarsi lungo la direttrice Jenő, Berhida, Liter, Nemesvámos, Hidekut, e infine Mencseli. Durante questa ritirata la divisione fu impegnata in durissime operazioni di retroguardia per tentare di lasciare una via di fuga per le altre divisioni, la 5ª Divisione Panzer SS "Wiking", 1ª Divisione Panzer, 3ª Divisione Panzer, e per i resti della 44ª Divisione di Fanteria "Hoch und Deutschmeister". L'ultima offensiva sovietica portò all'accerchiamento della divisione attorno al Reichsschutzstellung; solamente il 6 aprile dopo durissimi combattimenti, quanto rimaneva della "Hohenstaufen" riuscì a liberarsi.
La fine della guerra per gli uomini della "Hohenstaufen" giunse il 26 aprile 1945 quando la divisione ricevette l'ordine di intercettare le forze statunitensi tra le città di Enns-Steyr-Amstetten e di impedirne l'avanzata fino alla conclusione dei negoziati di pace. L'8 maggio 1945 quanto rimaneva della 9. SS-Panzer-Division "Hohenstaufen" si arrese agli Americani.

## Teatri operativi
- Francia (formazione e addestramento), gennaio 1943 - marzo 1944
- Fronte orientale, aprile-giugno 1944
- Fronte occidentale, luglio 1944 - gennaio 1945
- Fronte orientale, febbraio-aprile 1945

## Decorati con la Croce di Cavaliere
In totale furono 12 gli uomini decorati con la Croce di Cavaliere della Croce di Ferro.

## Comandanti
- SS-Obergruppenführer Wilhelm Bittrich (15 febbraio 1943 - 29 giugno 1944)
- SS-Standartenführer Thomas Müller (29 giugno 1944 - 10 luglio 1944)
- SS-Brigadeführer Sylvester Stadler (10 luglio 1944 - 31 luglio 1944)
- SS-Oberführer Friedrich-Wilhelm Bock (31 luglio 1944 - 29 agosto 1944)
- SS-Standartenführer Walter Harzer (29 agosto 1944 - 10 ottobre 1944)
- SS-Brigadeführer Sylvester Stadler (10 ottobre 1944 - 8 maggio 1945)